# Trigonia rytidocarpa
Trigonia rytidocarpa är en tvåhjärtbladig växtart som beskrevs av Giovanni Casaretto. Trigonia rytidocarpa ingår i släktet Trigonia och familjen Trigoniaceae. Inga underarter finns listade i Catalogue of Life.